# Józef Dominik Kossakowski
Józef Dominik Korwin-Kossakowski, herbu Ślepowron (ur. 16 kwietnia 1771 w Wojtkuszkach, zm. 2 listopada 1840 w Warszawie) – łowczy wielki litewski od 1794, poseł na Sejm Czteroletni z powiatu wiłkomierskiego w 1790 roku, konsyliarz powiatu upickiego w konfederacji generalnej litewskiej i konfederacji województwa wileńskiego w konfederacji targowickiej, pułkownik Wojska Polskiego.
Był synem Michała (1733–1796), wojewody witebskiego i brasławskiego oraz Barbary z Zyberków (zm. 1811), wojewodzianki inflanckiej (wdowy po staroście podolskim Michale Tyzenhauzie). Bratanek biskupa inflanckiego Józefa i hetmana Szymona, a także Antoniego (kasztelana inflanckiego). Był często mylony z synem Antoniego, Józefem Antonim Kossakowskim, generałem i adiutantem Napoleona.
W 1789 otrzymał godność pisarza grodzkiego wiłkomierskiego. 11 marca 1790 mianowany rotmistrzem kawalerii narodowej w brygadzie husarskiej, w tym samym roku został komisarzem cywilno-wojskowym powiatu wiłkomierskiego oraz posłem na Sejm z tegoż powiatu. Figurował na liście posłów i senatorów posła rosyjskiego Jakowa Bułhakowa w 1792 roku, która zawierała zestawienie osób, na które Rosjanie mogą liczyć przy rekonfederacji i obaleniu dzieła 3 maja. Uchodził za zdecydowanego przeciwnika Konstytucji Trzeciego Maja i nie był obecny przy jej uchwalaniu, działał w środowisku targowiczan. Więzy z targowiczanami wzmocnił małżeństwem z Ludwiką Potocką (córką Szczęsnego), zawartym 10 lutego 1793.
W 1794 roku otrzymał z rąk króla Stanisława Augusta Poniatowskiego Order Orła Białego (odznak orderu nigdy nie nosił).
21 maja 1793 został szefem 2 pułku piechoty Wielkiego Księstwa Litewskiego, a 13 stycznia 1794 otrzymał godność łowczego Wielkiego Księstwa Litewskiego. Nie jest pewne, czy brał udział w insurekcji kościuszkowskiej, możliwe, że w przekazach był mylony ze stryjecznym bratem.
Założyciel dziedzicznej komandorii Zakonu Maltańskiego w 1799, z patentem od 1801.
Podobnie jak Józef Antoni brał udział w wojnach napoleońskich. Dowodził pułkiem (nominacja z 13 stycznia 1813), był ranny pod Borysowem (21 listopada 1812) i nad Berezyną. Za udział w obronie Spandau został odznaczony Krzyżem Legii Honorowej (10 sierpnia 1813). 4 lipca 1813 został mianowany szefem batalionu, a 24 listopada 1813 odznaczony Orderem Królewskim Obojga Sycylii.
Był członkiem masonerii. Z kampanii 1812–1815 pozostawił wspomnienia w rękopisie (wykorzystane m.in. przez Józefa Ignacego Kraszewskiego w badaniach nad wojnami napoleońskimi). W czasie powstania listopadowego podpisał 9 sierpnia 1831 akces przystąpienia obywateli województwa wileńskiego do powstania. Zmarł w Warszawie i został pochowany w warszawskim kościele kapucynów.